# 萩原元克
萩原 元克（はぎわら もとえ、1749年12月14日（寛延2年11月5日） - 1805年8月3日（文化2年7月9日））は、日本の国学者、歌人、歌学研究者。「元克」は諱で、通称は徳兵衛、後に士譲。号は静斎、萩の屋。弟に萩原貫斎がいる。

## 略歴
甲斐国山梨郡一丁田中村（山梨県山梨市一町田中）に生まれる。父は元翼。国学者の加賀美光章の私塾に学び、同門には山県大弐や春日昌預がいる。
安永元年（1772年）には友人の上野広陵や堀内憲時らと伊勢国、大和国、京都大阪など上方を遊学し、入手した歌学書などを甲斐へ持ち帰る。天明元年（1781年）には春日昌預とともに『万葉集』の書写を行う。天明3年（1783年）には甲斐国に関する総合的な地誌書である『甲斐名勝志』を著す。天明7年（1787年）には本居宣長に師事し、甲斐国へ本格的な国学を導入する。57歳で死去。
墓所は笛吹市一宮町本都塚の浄泉寺。

## 歌学研究
春日昌預とともに携わった『万葉集』の筆写事業は、この写本が現在一般的な仙覚系写本とは異なる藤原定家校訂（「冷泉本万葉集」）の写本（「広瀬本万葉集」）であったことから、元克の存在は昌預とともに注目される。昌預は元山梨県立図書館館長の吉田英也により詳細に研究されている一方で、元克に関する本格的な研究は乏しい。
近年は『山梨県史』や『山梨市史』の編纂事業において石川博が事跡の紹介や著作の翻刻を行っている。『山梨県史』では国学書「道の論」、和歌書「萩之屋集・伊豆の浜づと」、詩歌文集「殊音同帰」（乾・坤）を収録）が翻刻され、『本居宣長全集』では元克宛本居宣長書簡が翻刻されている。

## 著作
元克は万葉集の難語解説集である『道の柄折』、『甲斐名勝志』、『石森孝女伝』、『正誤秋の寝覚』、『道の論』、『西遊紀行』、『答門録』など歌集や紀行文など数多くの著作を残している。甲州文庫（山梨県立図書館旧蔵、現在は山梨県立博物館収蔵）には元克の一連の著作の伝本が残されている。
歌集に『田中の抜穂集』がある。『田中の抜穂集』は元克の短歌67首を収め、冒頭2首と末尾の歌が寛政12年（1800年）の作であることから、元克が同年に詠んだ歌を集成したものであると考えられている。万葉仮名で表記された数種の歌を含む。伝本には「甲州文庫」に大正時代に分部盛之による写本がある。『山梨市史 資料編 近世』では同本に基づいて翻刻が行われている。

### 『甲斐名勝志』
天明3年に記された『甲斐名勝志』は文化11年（1814年）に成立した『甲斐国志』とともに近世甲斐国の代表的な地誌であり、文政3年（1820年）に完成した昌平坂学問所の地誌調所が編纂した諸国地誌の解題目録である『編脩地誌備用典籍解題』では『甲斐国志』など幾つかの甲斐国地誌とともに、『五畿内志』に準じた地誌と分類されている。
『甲斐名勝志』は『甲斐国志』に比べ内容が簡略で、元克の和歌研究が反映されているところが特徴とされる。当初は私家版であったが、後に地元では甲府の書肆（しょし、書店の意味）・村田屋孝太郎、江戸では書肆・須原屋井八により刊行されている。江戸の蘭学者・前野良沢からも評価されている。全5巻（3冊）で、序文は加賀美光章による。
内容は1巻で『和名類聚抄』などに拠る古代甲斐国の国司一覧や郷名など地誌情報のほか甲斐八景和歌などが記されている。2巻以降で山梨郡、八代郡、巨摩郡、都留郡の順で郡別の寺社や名所古跡や和歌などが記されている。
現在では『甲斐史料集成』及び『甲斐叢書』（ともに1933年（昭和8年）刊行）に収載され翻刻されている。
なお、1926年（大正15年）には萩原頼平が『甲斐乃国学者萩原元克』を著し一般に紹介している。

### 『孝女久能伝』
寛政元年（1789年）9月刊行。別称に『石森孝女伝』。上石森（山梨市上石森）の百姓・重右衛門の娘である久能（くの）が孝養により田安家から褒章されたことを記す孝子伝。山梨県立博物館収蔵の「甲州文庫」本がある。翻刻に『山梨市史 資料編 近世』。